# Dom Literatury w Łodzi
Dom Literatury w Łodzi (wcześniej jako Śródmiejskie Forum Kultury) – samorządowa instytucja kultury działająca w Łodzi, której głównym celem jest popularyzacja literatury, czasopiśmiennictwa, sztuki przekładu, sztuki komiksu, innych form okołoliterackich, jak również wspieranie działań wydawniczych, inicjatyw artystycznych czy działań interdyscyplinarnych.

## Historia
Instytucja została założona w 1982 r. jako Śródmiejskie Forum Kultury. W 2010 r. instytucja skierowała swoją działalność przede wszystkim na popularyzację literatury oraz czytelnictwa. Została wówczas wydawcą ogólnopolskiego czasopisma społeczno-kulturalnego „Tygiel Kultury”, współwydawcą Kwartalnika Artystyczno-Literackiego „Arterie” oraz głównym organizatorem Festiwalu Puls Literatury. 30 stycznia 2013 r. instytucja zmieniła nazwę na Dom Literatury.
W latach 2013–2016 dyrektorem Domu Literatury był Andrzej Strąk (twórca instytucji), a po nim Marcin Bałczewski (p.o.), w latach 2016–2019 Przemysław Owczarek, następnie funkcję tę pełnił Mateusz Sidor, a od 1 czerwca 2023 Maciej Robert.

## Działalność
Dom Literatury regularnie organizuje spotkania z autorami, spotkania poetyckie, warsztaty pisarskie, spotkania dyskusyjne, koncerty muzyczne, konkursy literackie i podobne. Ściśle współpracuje ze Stowarzyszeniem Literackim im. K.K. Baczyńskiego, a także łódzkim oddziałem Stowarzyszenia Pisarzy Polskich, razem z którym co roku prowadzi Festiwal Puls Literatury, na którym wręczana jest Nagroda Literacka im. Juliana Tuwima. Dom Literatury jest również głównym wydawcą „Tygla Kultury” oraz współwydawcą Kwartalnika Artystyczno-Literackiego „Arterie”. Poza tym wydawane są również książki, głównie tomiki poezji młodych, jak i również bardziej znanych poetów, przy czym publikacje ukazują się w większości w języku polskim, ale także w języku angielskim.